# Opheim
Opheim é uma cidade  localizada no estado americano de Montana, no Condado de Valley.

## Demografia
Segundo o censo americano de 2000, a sua população era de 111 habitantes. Em 2006, foi estimada uma população de 101, um decréscimo de 10 (-9.0%).

## Geografia
De acordo com o United States Census Bureau, o local tem uma área de 0,6 km².

## Localidades na vizinhança
O diagrama seguinte representa as localidades num raio de 76 km ao redor de Opheim.